# Phomopsis cedrelae
Phomopsis cedrelae är en svampart som beskrevs av Sousa da Câmara 1932. Phomopsis cedrelae ingår i släktet Phomopsis och familjen Diaporthaceae.   Inga underarter finns listade i Catalogue of Life.